# کردو (پروژه)

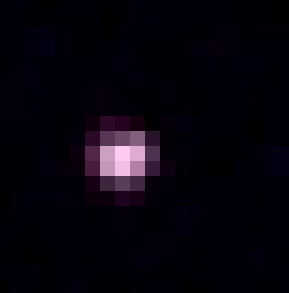
ذرهٔ ثبت شده توسط گوشی هوشمند.

کرِدو (CREDO) که از حروف نخست عبارت Cosmic-Ray Extremely Distributed Observatory گرفته شده‌است نام یک پروژهٔ علمی است که در پایان ماه اوت سال ۲۰۱۶ از سوی دانشمندان لهستانی از مؤسسهٔ فیزیک هسته ای پن (PAN) در کراکوف آغاز شده‌است. در ادامه پژوهشگرانی از جمهوری چک، اسلواکی، و مجارستان نیز به این پروژه پیوستند. هدف این پروژه شناسایی پرتوهای کیهانی و جستجوی مادهٔ تاریک است. در این پروژه تلاش بر این است که هرچه بیشتر افراد بیشتری را در آن درگیر کند تا با تلاش جمعی بهتر بتوان به مفهوم مادهٔ تاریک پی برد.
با کمک حسگرهای حساس به تصویر و مدول GPS، هر تلفن هوشمندی می‌تواند به خوبی به عنوان یک آشکارساز پرتوهای دریافتی از فضا کار کند.